# IC 129
IC 129 је лентикуларна галаксија у сазвјежђу Кит која се налази на листи објеката дубоког неба у Индекс каталогу.
Деклинација објекта је - 12° 39' 14" а ректасцензија 1h 31m 31,2s. Привидна величина (магнитуда) објекта IC 129 износи 14,1 а фотографска магнитуда 15,0. IC 129 је још познат и под ознакама MCG -2-5-1, NPM1G -12.0062, PGC 5675.